# Phare d'Itapuã da Lagoa
Le phare d'Itapuã se situe sur le morro Itapuã, municipalité de Viamão, au point de rencontre des eaux du rio Guaíba et de la Lagoa dos Patos. 
Ce phare est la propriété de la Marine brésilienne  et il est géré par le Centro de Sinalização Náutica e Reparos Almirante Moraes Rego (CAMR) au sein de la Direction de l'Hydrographie et de la Navigation (DHN).

## Description
Il fut construit par la Marine brésilienne en 1858, en même temps que les phares de Bujuru, Cristóvão Pereira et Ponta Alegre, ce dernier sur la Lagoa Mirim. 
Il se trouve à 17 m au-dessus du niveau de la mer et à une portée de 24 km. Il est inscrit au patrimoine historique du Rio Grande do Sul.
On y accède seulement par voie fluviale. Il se trouve dans le Parc d'État d'Itapuã.
Identifiant : ARLHS : BRA142 ; BR4528 - Amirauté : G0633 - NGA :18946 .

## Caractéristique dufeu maritime
- Fréquence sur 6 secondes : 
  - Lumière : 1 seconde
  - Obscurité : 5 secondes